# Jardin Clara-Zetkin
Le jardin Clara-Zetkin est un square du 13e arrondissement de Paris. 

## Situation et  accès
Cet espace vert de 6 545 m2 est délimité par la rue Théroigne-de-Méricourt, le lycée professionnel Nicolas-Louis Vauquelin et le stade Boutroux.
Le site est desservi à proximité par la ligne 7 à la station Porte-d'Ivry et par la ligne 3a du tramway d'Île-de-France à la station Maryse-Bastié.

## Origine du nom
Il porte le nom de l'enseignante, journaliste, femme politique et féministe allemande, Clara Zetkin (1857-1933).

## Historique
Ce jardin créé en 1967 portait initialement le nom de « square Boutroux », du nom du philosophe Émile Boutroux (1845-1921), parce qu'il est desservi par l'avenue Boutroux. Il a été renommé « jardin Clara-Zetkin » en 2016.